# Grimsta IP
Grimsta IP – wielofunkcyjny stadion położony w Sztokholmie, w dzielnicy Vällingby (Västerort). Został wybudowany w 1942. Jest wykorzystywany przede wszystkim do rozgrywania meczów piłkarskich, a także jest boiskiem domowym klubu IF Brommapojkarna. Grimsta IP może pomieścić między 8000 widzów. Planowane jest zwiększenie pojemności stadionu w najbliższych latach.